# 제506보병연대 E중대

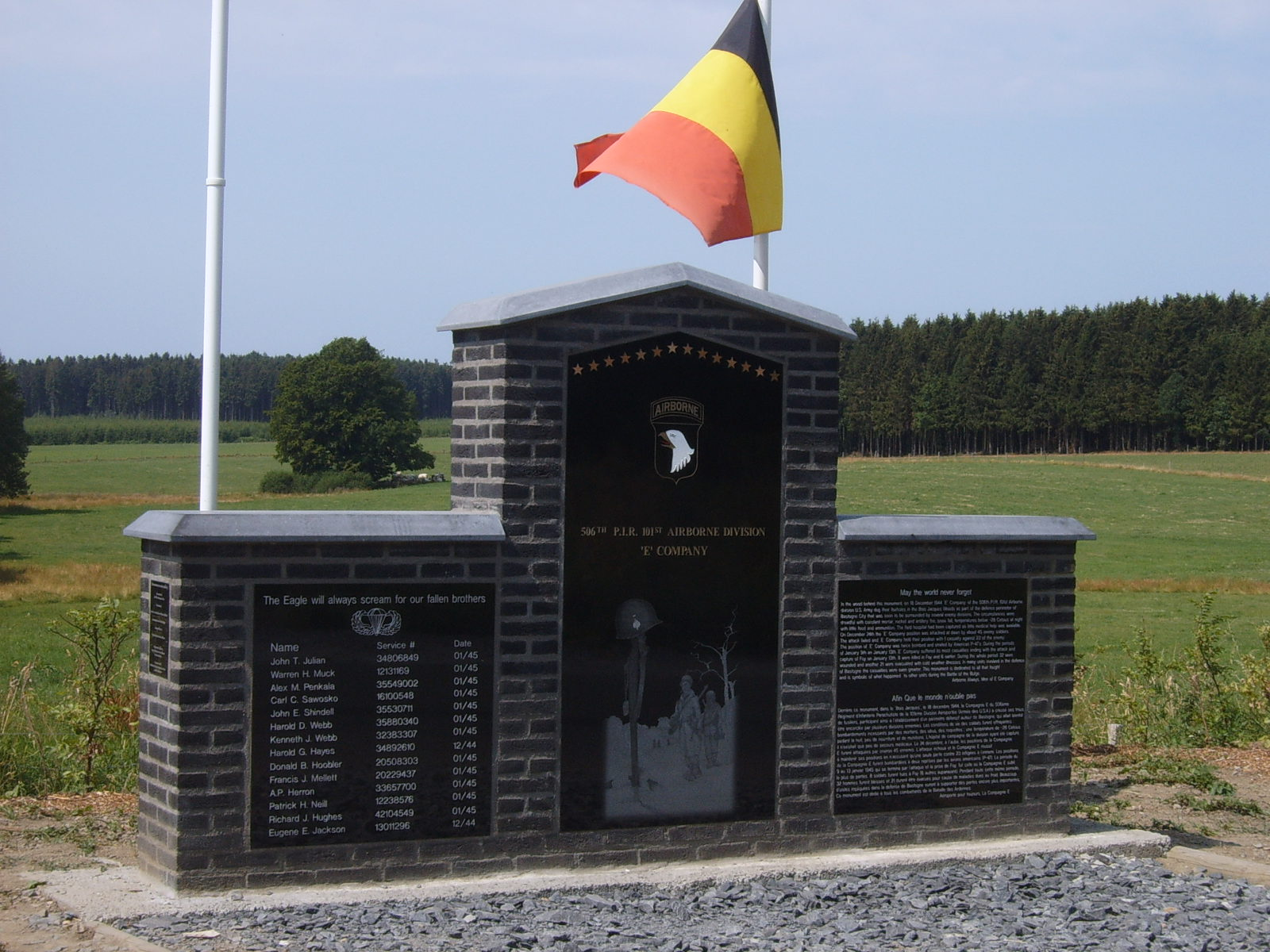
부이 자끄 인근의 바스통 포이 노르트담에 있는 E 중대 기념비

제506보병연대, Easy 중대(Easy Company, 506th Infantry Regiment)는 제2차 세계 대전 중 유럽 전선에 배치된 미국 육군 제101공수사단, 제506낙하산보병연대, 2대대 예하 중대였다.
이 중대는 스티븐 앰브로즈의 책 《밴드 오브 브라더스》을 바탕으로 제작된 HBO/BBC에서 방영된 미니시리즈 《밴드 오브 브라더스》로 잘 알려져 있다. 영국 출판사 제네시스 퍼블리케이션은 Men of Easy Company 재단과 협력하여 한정판 사진집을 출판하였으며, 한번도 대중에게 공개되지 않았던 사진과 문서들이 포함되어 있다.
1942년부터 1945년 11월 Easy 중대는 제506낙하산보병연대가 해산할때까지 활동했었으며, 1954년 연대가 훈련 부대로서 재소집되어 재차 활동을 시작하였는데, 1952년 북대서양 조약 기구의 음성 문자가 도입된 이후에는 Echo(에코)로 읽게 됨으로써 실질적으로 지금의 E 중대는 Easy가 Echo 중대이며 같은 부대가 아니게 되었다.

## 구성원
계급 기준으로 목록이 작성되었으며, 제2차세계 대전 당시의 미국 육군 계급에 따라 표기하였다.
예)Technician Fourth Grade → 기술병장, Technician Fifth Grade → 기술상병
위의 두 계급은 각각 지금의 미국 육군의 상병(Corporal)과 병장(Sergeant), 일병(Private First Class)과 상병 사이의 계급이며 이 계급을 지금은 스페셜리스트(Specialist)라고 부른다. 미군의 경우 기술병장부터 부사관으로 대우하기 때문에 부사관 목록에 기재.
각 인물들 오른쪽에 붙은 KIA(Killed In Action)는 한국어로 전사자들을 의미한다.

### 장교

#### 장성
- 맥스웰 D. 테일러 소장 (제101공수사단장, 전쟁후 육군대장 및 미국 합참의장 역임)
- 앤서니 맥컬리프 준장 (제101공수사단 포병 지휘관, 사단장 대리)

#### 영관
- 로버트 싱크 대령 (제506연대장 - 최종계급 중장)
- 로버트 스트레이어 중령 (제2대대장, 전쟁 말기 제506연대 부연대장)
- 리처드 윈터스 소령 (제2대대장 대리이자 부대대장, 집행(작전) 장교)
- 클라렌스 헤스터 소령 (제506낙하산보병연대 작전장교)
- 올리버 호튼 소령 (제2대대장) KIA

#### 위관

##### 중대장
이지 중대를 지휘한 서대로 나열하였음.
- 허버트 소블 대위 (가혹행위와 지휘관으로서의 자질 부적합 판정으로 인하여 보직해임 후 찰튼 폴리앗의 낙하산훈련소 교관으로 전보조치됨.)
- 토머스 미헌 3세 중위. 작전중 사망. (D-Day)
- 리처드 윈터스 중위 (대위로 진급됨과 동시에 대대 지휘부로 발령. 이후 소령 계급으로 종전을 맞이함.)
- 프레드릭 T. "무스" 하일리거 중위
- 노먼 다이크 중위
- 로널드 스피어스 대위

##### 그 외
- 루이스 닉슨 대위 (제2대대 참모장교 - 제506낙하산보병연대 정보장교 - 제2대대 참모장교)
- 샐브 매디슨 대위 (제506낙하산보병연대 작전장교)
- 린 캄튼 중위
- 잭 폴리 중위
- 해리 웰시 중위
- 헨리 존스 중위
- 토머스 피콕 중위
- 에드워드 셰임스 중위
- 존 피산신 중위
- 로버트 매튜 중위. 작전중 사망. (D-Day)
- 스털링 호너 중위
- 로버트 러쉬 중위
- 로버트 브류어 중위
- 조지 래번슨 중위
- 카우드 립튼 소위
- 로이 게이츠 소위

### 부사관
- 윌리엄 에반스 일등상사(First Sergeant). 작전중 사망. (D-Day)
- 버튼 "팻" 크리스텐슨 중사
- 머레이 로버트 중사. 작전중 사망. (D-Day)
- 도널드 멀라키 중사
- 앨리 머레이 중사. 작전중 사망. (D-Day)
- 찰스 그랜트 하사
- 윌리엄 가니어 하사
- 존 마틴 하사
- 대럴 세실 "쉬프티" 파워스 하사
- 플로이드 메릴 "탭" 탤버트 하사
- 조지프 토이 하사
- 제임스 "모" 앨리 주니어 병장
- 레오 보일 병장
- 고든 카슨 병장
- 포레스트 거스 병장
- 월터 L. "블랙 잭" 핸드릭스 병장
- 윌리엄 F. 킨 병장
- 로버트 레이더 병장
- 덴버 랜들먼 병장
- 폴 로저스 병장
- 웨인 "스키니" 시스크 병장
- 칼 C. 소워스코 병장. 작전중 사망. (Foy)
- 로데릭 스트롤 병장
- 아모스 "벅" 테일러 병장
- 조지 러즈 기술병장
- 워렌 먹 기술병장. 작전중 사망. (Foy)
- 프랭크 퍼콘테 기술병장
- 유진 로 기술병장

### 병사
- 윌리엄 듀크먼 상병. 작전중 사망. (Market Garden)
- 프랜시스 멜릿 상병. 작전중 사망. (Foy)
- 허민 콜린스 상병. 작전중 사망. (D-Day)
- 월트 고든 상병
- "A.P." 헤론 상병. 작전중 사망. (Foy)
- 도널드 후블러 상병. 작전중 사망. (Foy)
- 조지프 A. 레스뉘스키 상병
- 얼 에모리. "원 렁" 맥클렁 상병
- 프랜시스 "프랭크" 밀레 상병
- 알렉스 펀칼라 상병. 작전중 사망. (Foy)
- 조지프 리브갓 기술상병
- 앨버트 블라이스 이병
- 로이 콥 이병
- 그레그 다윈 이병
- 루돌프 디트리히 이병
- 조지프 도밍고즈 이병
- 안토니오 "토니" 가르시아 이병
- 레스터 "레오" 하쉬 이병
- 에드워드 "베이브" 헤프론 이병
- 유진 잭슨 이병. 작전중 사망. (Haguenau)
- 존 야노백 이병. 작전중 사망. (사고)
- 존 줄리안 이병. 작전중 사망. (바스통)
- 제임스 밀러 이병. 작전중 사망. (마켓 가든)
- 앨튼 모어 이병
- 패트릭 오'키프 이병
- 클래블랜드 페티 이병
- 로버트 반 클린켄 이병. 작전중 사망. (마켓 가든)
- 존 플레샤 이병
- 조지프 러미레즈 이병
- 랄프 스피나 이병
- 에드워드 티퍼 이병
- 앨런 베스트 이병
- 케네스 J. 웹 이병. 작전중 사망. (Foy)
- 해롤드 웹 이병. 작전중 사망. (Foy)
- 데이비드 캐년 웹스터 이병
- 로버트 "뽀빠이' 윈 이병
- 세르히오 모야 이병. 작전중 사망. (D-Day)

## 같이 보기
- 브레쿠르 강습
- 밴드 오브 브라더스